# Палмер-Гайтс (Пенсільванія)
Палмер-Гайтс (англ. Palmer Heights) — переписна місцевість (CDP) в США, в окрузі Нортгемптон штату Пенсільванія. Населення — 3734 особи (2020).

## Географія
Палмер-Гайтс розташований за координатами 40°41′21″ пн. ш. 75°16′3″ зх. д. / 40.68917° пн. ш. 75.26750° зх. д. (40.689082, -75.267624).  За даними Бюро перепису населення США в 2010 році переписна місцевість мала площу 3,10 км², з яких 3,10 км² — суходіл та 0,00 км² — водойми.

## Демографія
Згідно з переписом 2010 року, у переписній місцевості мешкали 3762 особи в 1430 домогосподарствах у складі 1059 родин. Густота населення становила 1213 осіб/км².  Було 1475 помешкань (476/км²).
Расовий склад населення:
| - 90,5 % — білих - 4,1 % — чорних або афроамериканців - 1,3 % — азіатів - 0,2 % — корінних американців - 2,4 % — осіб інших рас |

До двох чи більше рас належало 1,4 %. Частка іспаномовних становила 6,6 % від усіх жителів.
За віковим діапазоном населення розподілялося таким чином: 17,5 % — особи молодші 18 років, 57,6 % — особи у віці 18—64 років, 24,9 % — особи у віці 65 років та старші. Медіана віку мешканця становила 49,0 року. На 100 осіб жіночої статі у переписній місцевості припадало 89,7 чоловіків;  на 100 жінок у віці від 18 років та старших — 87,7 чоловіків також старших 18 років.
Середній дохід на одне домашнє господарство  становив 73 798 доларів США (медіана — 68 056), а середній дохід на одну сім'ю — 87 544 долари (медіана — 86 195). Медіана доходів становила 54 750 доларів для чоловіків та 45 481 долар для жінок. За межею бідності перебувало 4,9 % осіб, у тому числі 0,0 % дітей у віці до 18 років та 3,3 % осіб у віці 65 років та старших.
Цивільне працевлаштоване населення становило 1898 осіб. Основні галузі зайнятості: освіта, охорона здоров'я та соціальна допомога — 27,3 %, виробництво — 14,7 %, роздрібна торгівля — 12,6 %.